# Iván Jaime Pajuelo
Iván Jaime Pajuelo (Málaga, 26 de septiembre de 2000) es un futbolista español que juega como centrocampista en el F. C. Porto de la Primeira Liga de Portugal.

## Trayectoria
Natural de Málaga, es un centrocampista que se desarrolló en las categorías inferiores de La Academia del Malaga C. F. y con 16 años, ya tenía minutos de calidad en el juvenil de Dely Valdés, que fue subcampeón de la Copa de Campeones frente al Real Madrid C. F. En la temporada 2018-19 llegó al Atlético Malagueño de la Segunda División B con el que disputó 30 partidos en los que anotaría 3 goles.[cita requerida]
El 11 de septiembre de 2018 hizo su debut con el primer equipo malaguista frente a la U. D. Almería en Copa del Rey con 17 años.
En la temporada 2019-20, tras el descenso del filial a Tercera División, jugó 29 partidos en los que marcó 4 goles. Durante la misma temporada, alternó el filial con participaciones con el primer equipo, con el que debutó en la Segunda División el 14 de junio de 2020 frente a la S. D. Huesca, casi dos años después de haberlo hecho en Copa del Rey.
El 23 de septiembre de 2020 fue fichado por el F. C. Famalicão de la Primeira Liga. Con este equipo anotó 17 tantos y repartió 10 asistencias en 82 encuentros, además de ser elegido mejor jugador joven de la Primeira Liga en la temporada 2022-23. Esa fue la última en el club, ya que en agosto de 2023 fue traspasado al F. C. Porto con el que firmó hasta 2028.
El 3 de febrero de 2025 se oficializó su cesión al Valencia C. F. hasta el 30 de junio.

## Selección nacional
Ha sido internacional con la selección española sub-19.

## Estadísticas

### Clubes
Actualizado al último partido disputado el 23 de mayo de 2025.
| Club                        | Div.          | Temporada     | Liga  | Liga  | Copas nacionales | Copas nacionales | Copas internacionales | Copas internacionales | Total | Total |
| Club                        | Div.          | Temporada     | Part. | Goles | Part.            | Goles            | Part.                 | Goles                 | Part. | Goles |
| --------------------------- | ------------- | ------------- | ----- | ----- | ---------------- | ---------------- | --------------------- | --------------------- | ----- | ----- |
| Atlético Malagueño · España | 3.ª           | 2017-18       | 5     | 0     | ―                | ―                | ―                     | ―                     | 5     | 0     |
| Atlético Malagueño · España | 2.ª B         | 2018-19       | 30    | 3     | ―                | ―                | ―                     | ―                     | 30    | 3     |
| Atlético Malagueño · España | 3.ª           | 2019-20       | 24    | 4     | ―                | ―                | ―                     | ―                     | 24    | 4     |
| Atlético Malagueño · España | Total club    | Total club    | 59    | 7     | 0                | 0                | 0                     | 0                     | 59    | 7     |
| Malaga C. F. · España       | 2.ª           | 2018-19       | 0     | 0     | 1                | 0                | —                     | —                     | 1     | 0     |
| Malaga C. F. · España       | 2.ª           | 2019-20       | 3     | 0     | 0                | 0                | —                     | —                     | 3     | 0     |
| Malaga C. F. · España       | Total club    | Total club    | 3     | 0     | 1                | 0                | 0                     | 0                     | 4     | 0     |
| F. C. Famalicão Portugal    | 1.ª           | 2020-21       | 22    | 4     | 2                | 0                | —                     | —                     | 24    | 4     |
| F. C. Famalicão Portugal    | 1.ª           | 2021-22       | 18    | 1     | 7                | 1                | —                     | —                     | 25    | 2     |
| F. C. Famalicão Portugal    | 1.ª           | 2022-23       | 24    | 9     | 9                | 2                | —                     | —                     | 33    | 11    |
| F. C. Famalicão Portugal    | Total club    | Total club    | 64    | 14    | 18               | 3                | 0                     | 0                     | 82    | 17    |
| F. C. Porto Portugal        | 1.ª           | 2023-24       | 15    | 1     | 2                | 0                | 4                     | 0                     | 21    | 1     |
| F. C. Porto Portugal        | 1.ª           | 2024-25       | 9     | 2     | 3                | 2                | 3                     | 0                     | 15    | 4     |
| F. C. Porto Portugal        | Total club    | Total club    | 24    | 3     | 5                | 2                | 7                     | 0                     | 36    | 5     |
| Valencia C. F. · España     | 1.ª           | 2024-25       | 9     | 0     | 1                | 0                | ―                     | ―                     | 10    | 0     |
| Valencia C. F. · España     | Total club    | Total club    | 9     | 0     | 1                | 0                | 0                     | 0                     | 10    | 0     |
| Total carrera               | Total carrera | Total carrera | 159   | 24    | 25               | 5                | 7                     | 0                     | 191   | 29    |

## Palmarés

### Títulos nacionales
| Título                | Club        | País     | Año  |
| --------------------- | ----------- | -------- | ---- |
| Copa de Portugal      | F. C. Porto | Portugal | 2024 |
| Supercopa de Portugal | F. C. Porto | Portugal | 2024 |